# Daniël Stellwagen
Daniël Stellwagen (* 1. März 1987 in Soest) ist ein niederländischer Schach-Großmeister.

## Einzelerfolge
Daniël Stellwagen siegte oder belegte vordere Plätze in mehreren Turnieren: 2.–3. Platz bei der niederländischen Meisterschaft in Leeuwarden (2005), 1.–2. Platz bei der niederländischen Meisterschaft in Hilversum (2007) und 2. Platz beim Sigeman & Co. Turnier in Malmö (2008). Seit 2004 trägt er den Großmeister-Titel, die dafür erforderlichen Normen erzielte er im Januar 2003 beim Corus-Turnier in Wijk aan Zee, im Juni und Juli 2003 bei der Essent Dutch Championship in Leeuwarden und im August 2004 beim Hogeschool Zeeland Open in Vlissingen.
Stellwagen spielte zuletzt im Dezember 2013 bei zwei Wettkämpfen der Schachbundesliga 2013/14 Elo-gewertete Partien und wird daher bei der FIDE als inaktiv gelistet.

## Mannschaftsschach

### Nationalmannschaft
Mit der niederländischen Nationalmannschaft nahm er 2008, 2010 und 2012 an Schacholympiaden teil. In den Jahren 2007, 2009 und 2011 gehörte Stellwagen bei den Mannschaftseuropameisterschaften zur niederländischen Auswahl.

### Vereinsschach
In der deutschen Schachbundesliga spielte Stellwagen von 2002 bis 2014 für die Schachgesellschaft Solingen. In der niederländischen Meesterklasse gab Stellwagen sein Debüt in der Saison 1999/2000 für Utrecht, anschließend spielte er von 2000 bis 2012 für die Hilversums SG, mit der er 2008, 2009, 2010 und 2011 niederländischer Mannschaftsmeister wurde. In der französischen Mannschaftsmeisterschaft spielte er in den Saisons 2007/08 und 2008/09 für den Club de Montpellier Echecs, in der belgischen Interclubs von 2004 bis 2006 für den SC Jean Jaurès.